# Eurhabdus longissimus
Eurhabdus longissimus là một loài ruồi trong họ Asilidae. Eurhabdus longissimus được Tomasovic miêu tả năm 2002. Loài này phân bố ở vùng Tân nhiệt đới.